# My Girl (película)
My Girl (titulada Mi chica o Mi primer beso en español) es una película estadounidense del año 1991 protagonizada por Anna Chlumsky y Macaulay Culkin. Dirigida por Howard Zieff.

## Argumento
En el verano de 1972, Vada Sultenfuss (Anna Chlumsky) es una niña de 11 años hipocondríaca. Harry Sultenfuss (Dan Aykroyd), su padre, es un hombre raro y viudo que no la comprende, así que la ignora muy a menudo. De profesión es director de una funeraria, lo que ha llevado a Vada a tener una obsesión con la muerte. 
Vada se junta mucho con su amigo Thomas J. Sennett (Macaulay Culkin), un chico que es alérgico a "todo". Su verano comienza bien, se hace amiga de Shelly DeVoto (Jamie Lee Curtis), la nueva maquilladora de la funeraria de su padre. También empieza a desarrollar un amor platónico por su maestro Mr. Bixler (Griffin Dunne), y se enrola en la clase de poesía que él imparte.
Su padre empieza a salir con la maquilladora, lo que afecta terriblemente a Vada. Se torna en una actitud negativa en contra de Shelly, quien se compromete con Harry en un carnaval.
Vada empieza a ver cambios en su cuerpo y empieza a correr gritando que tiene una hemorragia, a lo cual Shelly le explica los cambios que tiene como mujer. Esto hace que tengan una mejor relación, pero al ver que llega su primer periodo llega a visitarla su amigo Thomas y a invitarla a nadar. Ella decide no verlo dentro de 5 o 7 días.
Después de tener una bonita conversación y darse su primer beso ella pierde su anillo y lo empiezan a buscar, pero está en un panal de abejas. Al moverlo salen las abejas por lo que se van corriendo. Thomas regresa solo y mueve el panal, encontrando así el anillo, pero las abejas lo pican y al ser alérgico muere. 
Ese día Shelly le cuestiona a Harry la manera tan desagradable con la qué trata a su hija. Cuando el funeral va por la mitad, Vada empieza a llorar porque su amigo no tenía sus lentes y no iba a poder ver. Vada sale corriendo a casa de su profesor en donde le dice que lo ama, pero el profesor tiernamente le dice que está comprometido, a lo cual Vada se regresa a su casa.
Días después dice un poema en su clase sobre la muerte de su amigo y se ve cómo vuelve a tener una buena relación con Shelly y su padre. Éste le pide disculpas por la forma con la que la trató, ya que lo único qué el quería era que fuese feliz.

## Reparto
- Anna Chlumsky como Vada Sultenfuss.
- Macaulay Culkin como Thomas J. Sennett.
- Dan Aykroyd como Harry Sultenfuss.
- Jamie Lee Curtis como Shelly DeVoto.
- Griffin Dunne como Sr. Frank Bixler (Profesor de Vada).
- Ann Nelson como Abuela Sultenfuss.
- Ray Buktenica como Danny DeVoto (Ex esposo de Shelly).

## Recepción
El sitio web Rotten Tomatoes le da una puntuación de 50% sobre la base de opiniones de catorce críticos. Roger Ebert dio a la película de 3,5 estrellas de 4. Variety escribió, «un montón de cálculo comercial astuta entró en inventar la capa de azúcar adecuado para esta historia dolorosa de la maduración de once años de edad de la muchacha, pero la química parece lo más correcto».